# Fidelity (Illinois)
Pour les articles homonymes, voir Fidelity.
Fidelity est un village du comté de Jersey dans l'Illinois, aux États-Unis,. Situé au sud du comté, il est incorporé le 5 mai 1882.

## Démographie
Lors du recensement de 2010, le village comptait une population de 114 habitants. Elle est estimée, en 2016, à 107 habitants.

## Source de la traduction
- (en) Cet article est partiellement ou en totalité issu de l’article de Wikipédia en anglais intitulé « Fidelity, Illinois » (voir la liste des auteurs).